# 無水コハク酸
無水コハク酸 （むすいコハクさん、succinic anhydride）は、有機化合物のひとつで、コハク酸の2個のカルボキシ基が分子内で脱水縮合してできるカルボン酸無水物。分子式は C4H4O3 の、無色の結晶である。
減圧下において100 ℃付近で昇華する。水やエーテルには難溶、クロロホルムやエチルアルコールには可溶。
コハク酸を加熱するだけで容易に環状となり、無水コハク酸が生成するが、この際に発生する白煙（気体の無水コハク酸）は刺激性があるため、取り扱いには注意が必要である。
アンモニアと反応してコハク酸イミド（スクシンイミド）に変わる。

## カルボン酸の縮合反応により合成
コハク酸と無水酢酸を用い、濃硫酸を触媒として脱水縮合反応による無水コハク酸を合成する。